# 下賀茂温泉
下賀茂温泉（しもかもおんせん）は、静岡県賀茂郡南伊豆町（旧国伊豆国）にある温泉。

## 泉質
- ナトリウム－カルシウム塩化物温泉[1]
  - 源泉温度70 - 125℃

## 温泉街
青野川沿いの山間に温泉街が広がる。高温の源泉が多いことから、湯煙があちこちから立ちこめ、温泉街の風情を醸し出している。海にも近いことから、各旅館では海産物が名物となっている。特に、伊勢海老が有名である。温泉熱を利用した、下賀茂熱帯植物園が存在する。共同浴場は町営の「銀の湯会館」がある。なお「みなと湯」という共同浴場は、車で10分ほどの弓ヶ浜海水浴場近くの民宿街に存在し、下賀茂からの引き湯である。

## 歴史
開湯は永禄年間といわれる。開湯当初は湯治場であった。
- 1976年（昭和51年）10月9日 - 集中豪雨により浸水被害が発生。11軒の旅館のうち9軒が床上浸水、宿泊客が二階へ避難するなどした[2]。

## アクセス
- 東海バスS60・S62・S63・S64下賀茂・子浦・中木・伊浜線（南伊豆町自主運行バス路線を含む）「九条橋」停留所から徒歩約3分。（伊豆急行線伊豆急下田駅からS60下賀茂行、S63伊浜行（、S60上賀茂行）バスで約25分。）